# 라 피오리타 1967
라 피오리타 1967(이탈리아어: La Fiorita 1967)는 몬테자르디노를 연고로 하는 산마리노의 축구 클럽이다. 현재는 캄피오나토 산마리노 디 칼초에 참가하고 있다.

## 성적
- 캄피오나토 산마리노 디 칼초 6회 우승 (1986-87, 1989-90, 2013-14, 2016-17, 2017-18, 2021-22)
- 코파 티타노 7회 우승 (1986, 2011-12, 2012-13, 2015-16, 2017-18, 2020-21, 2023-24)
- 수페르코파 디 산마리노 5회 우승 (1986, 1987, 2007, 2012, 2018)

## 선수 명단

### 현역
참고: FIFA 자격 규정에 따라 소속된 국가대표팀 국기를 표시합니다. 선수는 복수의 FIFA 비회원국 국적을 가지고 있을 수 있습니다.
| 번호 | 포지션 | 국적     | 이름              |
| ---- | ------ | -------- | ----------------- |
| 7    | MF     | 산마리노 | 마테오 비타이올리 |

| 번호 | 포지션 | 국적 | 이름            |
| ---- | ------ | ---- | --------------- |
| -    | MF     |      | 세르히오 페라로 |